# Castelsilano
Castelsilano is een gemeente in de Italiaanse provincie Crotone (regio Calabrië) en telt 1210 inwoners (31-12-2004). De oppervlakte bedraagt 39,5 km², de bevolkingsdichtheid is 33 inwoners per km².

## Demografie
Castelsilano telt ongeveer 548 huishoudens. Het aantal inwoners daalde in de periode 1991-2001 met 9,1% volgens cijfers uit de tienjaarlijkse volkstellingen van ISTAT.
| Jaar | Inwoneraantal |
| ---- | ------------- |
| 1991 | 1400          |
| 2001 | 1273          |

## Geografie
Castelsilano grenst aan de volgende gemeenten: Belvedere di Spinello, Caccuri, Casabona, Cerenzia, San Giovanni in Fiore (CS), Santa Severina, Savelli, Verzino.